# 어리연꽃
어리연꽃(Nymphoides indica)은 한국·중국·일본·동남아 및 아프리카 아열대에서 열대까지 분포하는 여러해살이 수초로 잎은 수면에 뜨고 달걀모양 원형이며, 기부는 깊게 2개로 갈라지고 표면에는 광택이 있다. 잎자루는 줄기와 같은 모양으로 달리며 그 경계가 분명하지 않다. 뿌리는 수염 모양이며 줄기는 가늘고 길다. 6-9월에 꽃차례는 잎자루의 기부에 다발로 달리며 흰색 꽃이 수면에 1개씩 핀다. 꽃부리는 깊게 5개로 갈라지고, 갈라진 조각 안쪽에 털이 있다. 열매는 긴타원형이며 아래쪽에 꽃받침의 잔해가 있다.

## 재배 및 관리
연못에서 재배할 때는 화분에 심어 물속에 넣는다. 연못에 바로 심으면 생육이 아주 왕성한 경우 연못을 다 차지할 수도 있으므로, 용기에 심어 뿌리의 발달을 제한하는 것이 좋다. 또 연못 속 물고기의 공격으로부터 보호하는 효과도 있다.